# AKB48+10!
『AKB48+10!』（エーケービーフォーティエイト プラステン）は、2007年10月2日から2009年9月5日にエンタ!371で放送されていたバラエティ番組である。

## 概要
AKB48レギュラー冠番組。主に旧チームBメンバーが出演、企画を行うバラエティ番組。なお、「パンチクラブ」での放送は、2008年3月分で終了した。ちなみにAKB48+10の10とは、AKB48が58分の番組を作るためこのタイトルになった。2017年4月7日にニコニコ生放送で渡辺、柏木、田名部、4月10日に卒業した多田で「ＡＫＢ４８+10リターンズ！」として生放送された。なお、本放送時にはレギュラーだった指原莉乃は出演しなかった。
過去のVTRで歴史を振り替えるコーナー、10年後の自分達をイラストを書いて披露するコーナーなどで進行された。
ラストはお経ブラザーズが復活しハイテンションになった渡辺はスタジオの外に飛び出した。渡辺が２か月後の総選挙で卒業を表明した為渡辺にとって最後の出演となった。

## 出演者

### レギュラー
AKB48チームBのメンバーがレギュラーを務めるが、数回だけ他チームのメンバーも出演したことがある。また、それ以外でもAKB48のメンバーが参加したイベントの模様を放送していた。
- 指原莉乃は「+10アイドル（プラステンアイドル）」を名乗っていた。また、事あるごとに他のメンバーに+10アイドルの座を狙われているのではないかと警戒していた。
- 柏木由紀は「元祖+10アイドル」を名乗っていた。

最終回では、渡辺麻友がリーダーの木魚シスターズを結成した。メンバーは、渡辺麻友、平嶋夏海、指原莉乃、多田愛佳、田名部生来、仲川遥香、柏木由紀である。

## 放送日程
| 回 | 放送日 （初回） | 放送内容 | 企画参加メンバー | 他出演メンバー                        |
| -- | --------------- | --- | --- | ------------------------------------- |
| 1  | 2007年 10月2日  | パーティーがはじまるよ! | 井上奈瑠、浦野一美 多田愛佳、柏木由紀 片山陽加、菊地彩香 早乙女美樹、田名部生来 仲川遥香、仲谷明香 野口玲菜、平嶋夏海 松岡由紀、米沢瑠美 渡辺麻友           |                                       |
| 2  | 11月4日         | AKBメンバーが忍者に!? チームB公演「会いたかった」初日の舞台に密着 「夕陽を見ているか?」選抜メンバーからのメッセージコメント               | 多田愛佳、柏木由紀 片山陽加、菊地彩香 田名部生来、仲川遥香 仲谷明香、野口玲菜 平嶋夏海、渡辺麻友                                                            |                                       |
| 3  | 12月2日         | クリスマスお料理対決! 「秋の学園祭2007」in東京 「コスモアースコンシャスアクト」 「clip!2月号」撮影風景                                    | 井上奈瑠、浦野一美 多田愛佳、柏木由紀 菊地彩香、早乙女美樹 松岡由紀、米沢瑠美 渡辺麻友                                                                      |                                       |
| 4  | 2008年 1月1日   | ネズミを探しチュウ! ひまわり組電撃15年祭ライブ TDCパーティーチームBステージ                                                               | 井上奈瑠、片山陽加 柏木由紀、菊地彩香 田名部生来、仲川遥香 仲谷明香、野口玲菜 平嶋夏海、渡辺麻友                                                            |                                       |
| 5  | 2月3日          | 体力年齢&脳年齢測定! | 多田愛佳、柏木由紀 田名部生来、仲川遥香 野口玲菜、平嶋夏海 渡辺麻友                                                                                         |                                       |
| 6  | 3月2日          | 冬の水族館&ろくろ体験! ひまわり組ハナサク・プロジェクトイベント チームB公演「会いたかった」千秋楽 チームB公演「パジャマドライブ」練習風景 | 井上奈瑠、柏木由紀 片山陽加、佐伯美香 早乙女美樹、仲川遥香 平嶋夏海、米沢瑠美                                                                               |                                       |
| 7  | 4月5日          | もしもAKB48がクラスメイトだったら… | 井上奈瑠、浦野一美 多田愛佳、柏木由紀 片山陽加、菊地彩香 佐伯美香、早乙女美樹 田名部生来、仲川遥香 仲谷明香、野口玲菜 平嶋夏海、松岡由紀 米沢瑠美、渡辺麻友 |                                       |
| 8  | 5月3日          | 学校で巻き起こるドラマティック! 東京タワーイメージガールお披露目会                                                                        | 井上奈瑠、浦野一美 多田愛佳、柏木由紀 片山陽加、菊地彩香 佐伯美香、早乙女美樹 田名部生来、仲川遥香 仲谷明香、野口玲菜 平嶋夏海、松岡由紀 米沢瑠美、渡辺麻友 | 秋元才加 折井あゆみ 中西里菜 宮澤佐江 |
| 9  | 6月2日          | チームB修学旅行へ | 井上奈瑠、浦野一美 多田愛佳、柏木由紀 片山陽加、菊地彩香 佐伯美香、早乙女美樹 田名部生来、仲川遥香 仲谷明香、野口玲菜 平嶋夏海、松岡由紀 米沢瑠美、渡辺麻友 |                                       |
| 10 | 7月5日          | 学校+部活+汗+涙+笑＝流しソーメン!? docomo906iシリーズ発売イベント AKB48 リクエストアワーセットリストベスト100最終日控え室                 | 井上奈瑠、浦野一美 多田愛佳、柏木由紀 片山陽加、菊地彩香 佐伯美香、早乙女美樹 田名部生来、仲川遥香 仲谷明香、野口玲菜 平嶋夏海、松岡由紀 米沢瑠美、渡辺麻友 |                                       |
| 11 | 8月2日          | メンバーの特技大公開 夏Sacas'08 赤坂プレミア屋台村!売上No.1決定戦!! 日本最大級海の家×TBS in Yuigahama 2008                                | 井上奈瑠、浦野一美 多田愛佳、柏木由紀 片山陽加、菊地彩香 佐伯美香、早乙女美樹 田名部生来、仲川遥香 仲谷明香、野口玲菜 平嶋夏海、松岡由紀 米沢瑠美、渡辺麻友 |                                       |
| 12 | 9月1日          | これまでも、これからも… | 浦野一美、柏木由紀 片山陽加、佐伯美香 指原莉乃、仁藤萌乃 野口玲菜、米沢瑠美                                                                                 |                                       |
| 13 | 10月1日         | 声優に挑戦!? GEISAI#11 女の子だらけの27時間テレビ（超AKiBAッテキ!!）                                                                      | 柏木由紀、片山陽加 仲谷明香 |                                       |
| 14 | 11月2日         | 山のダイヤモンド! 大声ダイヤモンド発売記念AKB48 Special Live @UDX                                                                         | 柏木由紀、指原莉乃 仲川遥香、仁藤萌乃 野口玲菜、平嶋夏海 |                                       |
| 15 | 12月1日         | クリスマス特別企画 浜松町グリーン・サウンドフェスタ                                                                                       | 柏木由紀、片山陽加 佐伯美香、指原莉乃 仲川遥香、野口玲菜 平嶋夏海、米沢瑠美 渡辺麻友                                                                        |                                       |
| 16 | 2009年 1月3日   | めざせ鉄道娘!”てっぱく”でＧＯ! OXY CUP フットサルトーナメント2008 NHKホールコンサート公開リハーサル SKE48公演＠AKB48劇場                  | 多田愛佳、柏木由紀 片山陽加、佐伯美香 指原莉乃、佐藤夏希 田名部生来、野口玲菜 仁藤萌乃                                                                      |                                       |
| 17 | 2月2日          | きみのKISSはチョコレート♪ 2009年成人メンバー記念撮影回@神田明神                                                                           | 浦野一美、柏木由紀 片山陽加、佐伯美香 指原莉乃、仁藤萌乃 野口玲菜                                                                                           |                                       |
| 18 | 3月2日          | 卒業シーズンにぴったりな一本 渡り廊下走り隊デビュー記念イベント＠東京ジョイポリス                                                         | 柏木由紀、小原春香 佐伯美香、指原莉乃 中塚智実、仁藤萌乃 |                                       |
| 19 | 4月4日          | 工場へ見学に行こう | 柏木由紀、佐伯美香 指原莉乃、田名部生来 中塚智実、米沢瑠美                                                                                                  |                                       |
| 20 | 5月2日          | どうぶつ王国で遊ぼう | 多田愛佳、片山陽加 佐伯美香、指原莉乃 仲谷明香、渡辺麻友 |                                       |
| 21 | 6月1日          | 平成生れも、昭和が大好き(昭和レトロ商品博物館)                                                                                            | 片山陽加、指原莉乃 仲川遥香、平嶋夏海 |                                       |
| 22 | 7月4日          | さがみ湖リゾート プレジャーフォレストで、BBQに挑戦                                                                                        | 片山陽加、指原莉乃 仲川遥香、中塚智実 仁藤萌乃、平嶋夏海 |                                       |
| 23 | 8月1日          | AKB48より出題されるクイズにSKE48が挑戦 | 柏木由紀、片山陽加 新海里奈、高井つき奈、 仲川遥香、中塚智実、 平松可奈子、松下唯                                                                           | SKE48                                 |
| 24 | 9月5日          | TeamBメンバー各々が番組でやってみたかった企画を実現                                                                                       | 浦野一美、多田愛佳 柏木由紀、片山陽加 指原莉乃、田名部生来 仲川遥香、中塚智実 仲谷明香、仁藤萌乃 平嶋夏海、米沢瑠美 渡辺麻友                                |                                       |

## 製作著作
- 株式会社つくばテレビ
- 株式会社AKS

## 関連番組
- AKBINGO!
- AKB1/48 - 後継番組
- SKE48学園 - 後継番組
- SDN48+10! - 2010年8月開始のSDN48の番組